# Dicentria moribunda
Dicentria moribunda är en fjärilsart som beskrevs av Dyar 1918. Dicentria moribunda ingår i släktet Dicentria och familjen tandspinnare. Inga underarter finns listade i Catalogue of Life.